# Rallarvegen
Rallarvegen er en norsk vandre- og cykelsti. Den blev oprindeligt etableret omkring 1900 som en anlægsvej i forbindelse med bygningen af Bergensbanen. Vejen er 80 km lang og går fra Haugastøl over Finse til Myrdal og derfra stejlt nedad gennem 21 hårnålesving langs med Flåmsbanen til Flåm ved Sognefjorden, det sidste stykke som kommunal vej. Der er også en vej fra Voss til Upsete på vestsiden af Gravhalstunnelen.
Vejen ejes og vedligeholdes af Bane Nor efter en aftale fra 1912: "således at vejen bliver let trafikabel for fodgængere". I flere perioder har frivillige, turistforeningen og kommunerne også bidraget til vedligeholdelsen. Nu bruges der kun metoder og materialer, der fandtes dengang vejen blev bygget. Dræningsrør af plastik fra 1980'erne planlægges fjernet og erstattet med en muret løsning. Ved vedligeholdelsen lægges der vægt på at bevare vejen som et kulturminde.
Vejen er i dag en af Norges mest populære cykelruter, med over 20.000 cyklister hvert år. Vejen går gennem et varieret og storslået terræn og giver et enestående og imponerende indtryk af vejbygning med enkle midler og ren håndkraft. Mange steder er standarden god grusvej, men på stejle steder skyller forårets oversvømmelser gruset væk mange steder og efterlader sten eller i værste fald ral. Der er kun lidt sikring mod udskridning, og der er påbud om at trække cyklen på de farligste steder.